# Woolwich
|  | Per a altres significats, vegeu «Woolwich (Maine)». |

Woolwich és un barri del districte de Greenwich de Londres, Anglaterra (Regne Unit). Està identificada al Pla de Londres com un dels 35 principals centres del Gran Londres.
Woolwich formava part del comtat de Kent fins al 1889.